# Mount Carmel Center

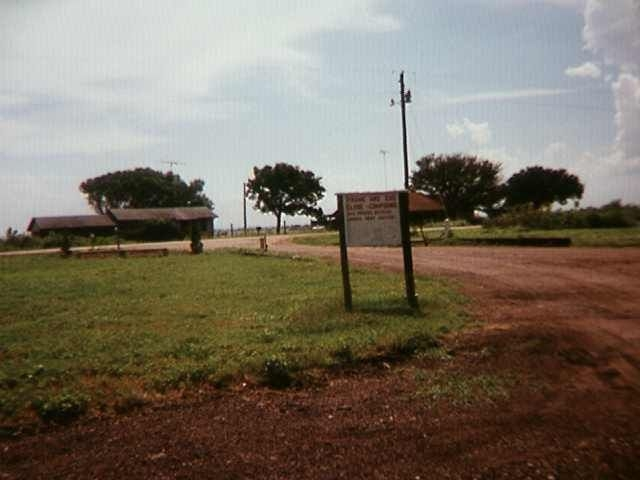
Infarten till Mount Carmel Center 1997.

Mount Carmel Center var sekten Davidianernas (Davidian Branch Davidian Seventh-Day Adventists) bostadskomplex utanför Waco, Texas i USA. Platsen uppkallades efter Karmelberget i norra Israel. Den 19 april 1993 stormades anläggningen av ATF efter en belägring som pågått sedan den 28 februari samma år. 